# Campeonato Rondoniense de Futebol de 2004
O Campeonato Rondoniense de Futebol de 2004 foi a 63.ª edição do torneio, aconteceu entre 1 de maio e 25 de julho e reuniu sete equipes. A equipe campeã do campeonato foi a Sociedade Esportiva União Cacoalense, de Cacoal.

## Participantes
- Cruzeiro (Porto Velho)
- Genus (Porto Velho)
- Guajará (Guajará Mirim)
- Ji-Paraná (Ji Paraná)
- Pimentense (Pimenta Bueno)
- Shallon (Porto Velho)
- União Cacoalense (Cacoal)
- Vilhena (Vilhena)